# Rajagangapur
Rajagangapur là một thành phố và khu đô thị của quận Sundargarh thuộc bang Orissa, Ấn Độ.

## Nhân khẩu
Theo điều tra dân số năm 2001 của Ấn Độ, Rajagangapur có dân số 43.912 người. Phái nam chiếm 52% tổng số dân và phái nữ chiếm 48%. Rajagangapur có tỷ lệ 68% biết đọc biết viết, cao hơn tỷ lệ trung bình toàn quốc là 59,5%: tỷ lệ cho phái nam là 74%, và tỷ lệ cho phái nữ là 62%. Tại Rajagangapur, 13% dân số nhỏ hơn 6 tuổi.